# Afarsia
Afarsia is een geslacht van vlinders uit de familie van de Lycaenidae, de kleine pages, vuurvlinders en blauwtjes. De wetenschappelijke naam en de beschrijving van dit geslacht zijn voor het eerst gepubliceerd in 2011 door Stanislav Korb en L.V. Bolshakov.

## Soorten
- Afarsia hanna (Evans, 1932)
- Afarsia ashretha (Evans, 1925)
- Afarsia neoiris (Tshikolovets, 1997)
- Afarsia morgiana (Kirby, 1871)
- Afarsia omotoi (Forster, 1972)
- Afarsia antoninae (Lukhtanov, 1999)
- Afarsia rutilans (Staudinger, 1886)
- Afarsia sieversii (Christoph, 1873)